# Hydroptila kalchas
Hydroptila kalchas is een schietmot uit de familie Hydroptilidae. De soort komt voor in het Oriëntaals gebied.